# 하후현
하후현(夏侯玄, 209년 ~ 254년)은 중국 삼국시대 위나라의 문신으로 자는 태초(太初)이다. 하후상의 아들이자 조상의 사촌 형제로 황제 조방과 함께 사마사를 토벌하려다가 실패하고 처형되었다.

## 생애
사적은 《삼국지》 제하후조전에 있는 자전 곧 하후현전에 주로 남아 있다.
약관의 나이로 산기황문시랑이 되었으나, 명제를 알현할 때 황제의 아우 모증과 같이 앉은 것을 치욕스럽게 여겼으므로 우림감으로 좌천되었다. 곽반의 《위진세어》에 따르면, 제갈탄 등 당시의 명사들과 서로 별호를 붙여, 하후현은 '사총'이라 일컬었는데, 명제는 이러한 행위를 경박한 평가를 내리는 풍조로 여기고 혐오하였으므로 하후현, 제갈탄 등의 무리를 모조리 면직시켰다.
명제가 죽고 나서 제갈탄 등과 함께 복직했으며, 조상이 보정할 때 자주 승진하여 산기상시, 중호군이 되었다. 사마의와 당시 시사에 대해서 의견을 주고받으며, 구품관인법을 비판하여 중정감의 권한 축소를 주장했다. 정서장군 · 가절옹양도독제군사가 되어, 연희 7년(244년) 조상과 함께 낙곡으로 들어가 촉한을 공격했으나 한중을 지키던 왕평과 구원을 온 비의에게 대패한다.(흥세 싸움). 249년 사마의의 반란으로 조상이 처형되고 조정으로 불려와 대홍려가 되었고 나중에 태상이 되었다.
가평 6년(254년), 사마의의 아들 대장군 사마사를 토벌하려고 황제 조방, 조방의 장인 장집, 황문감 소삭, 영녕서령 악돈, 중황문 항종복야 유현, 이풍 등과 함께 반란을 일으켜, 사마사 대신 하후현을 대장군으로, 장집을 표기장군으로 삼으려 했다. 그러나 계획은 누설되어 이풍은 사마사를 만나다가 살해되었고, 나머지 일당들은 체포되어 정위로 보내졌다. 정위 종육의 의견이 중론이 되어, 이풍, 하후현, 장집, 악돈, 유현 등의 삼족이 멸해졌다. 하후현은 동쪽 저자에서 참형을 당하면서도 안색을 바꾸지 않고 행동거지를 아무 일도 없는 듯이 했다.

## 가족관계
- 하후덕 (《삼국지연의》에서 형으로 설정)
- 하후상 (아버지)
  -     - 하후후 (아들)

  - 하후휘(경회황후 하후씨) (동생)
  - 하후유 (사촌)
  - 하후봉 (사촌)

## 같이 보기
- 삼국지 인물 목록